# Stombussar i Göteborg

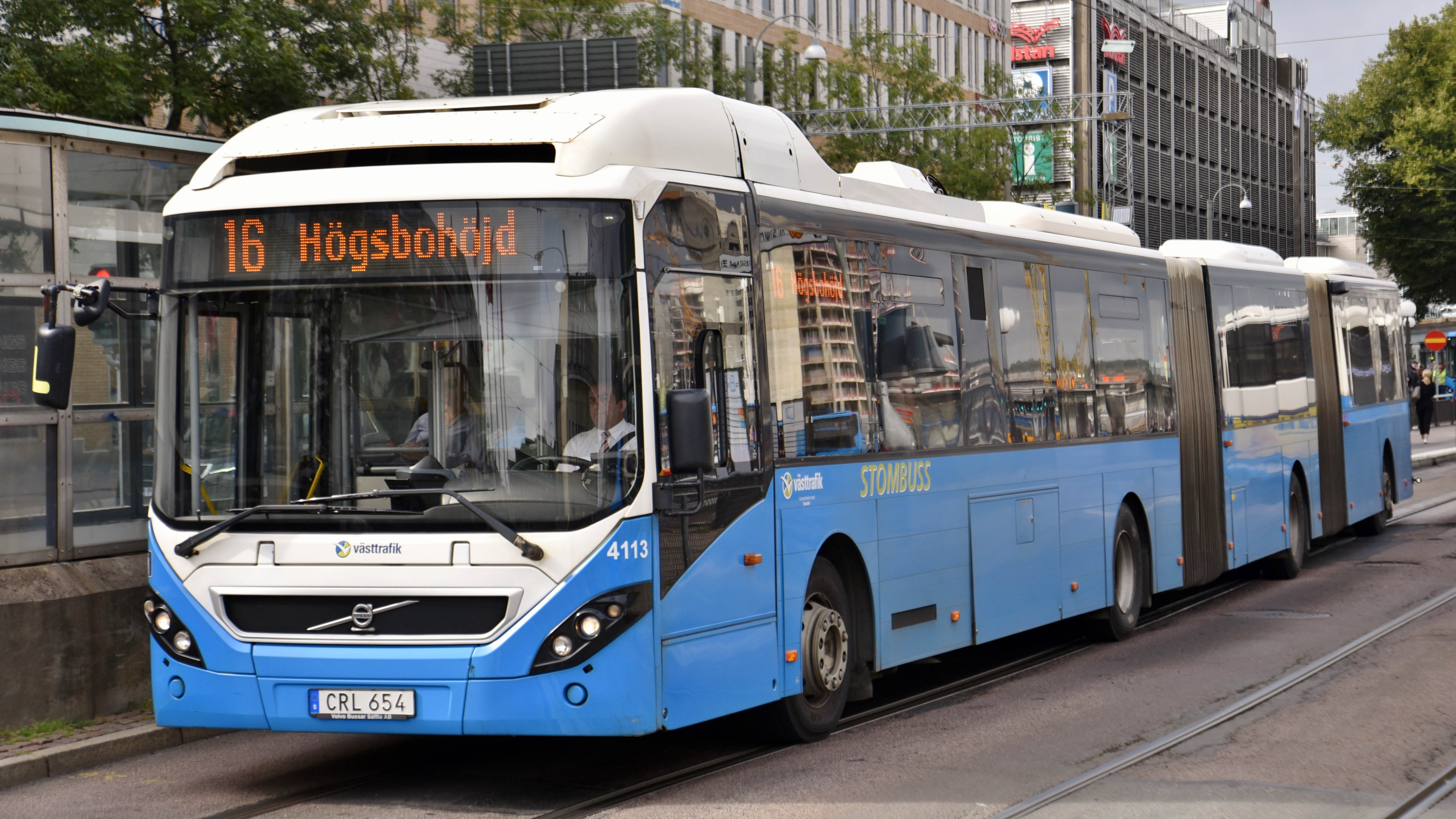
Dubbelledbuss på linje 16, 2019.

Utöver den vanliga stadsbusstrafiken och spårvagnstrafiken  i Göteborg finns det även sex stombusslinjer, numrerade 16, 17, 18, 19, 21 och 25

## Beskrivning
Stombussarna är tänkta att likna spårvagnarna till sin funktion. Turtätheten, inredningen, liksom att påstigning får göras i alla dörrar följer principerna från spårvagnstrafiken. Ursprungligen var stombussarna även lackerade i en design som avvek från övriga bussars blå lackering och efterliknade spårvagnarnas med en blå nederdel och vit överdel. Fast numera är de målade blå med gröna detaljer. Påstigning i alla dörrar utökades 2011 till att även gälla den vanliga stadsbusstrafiken i Göteborg, vilket gällde till hösten 2022 då stombussarna återigen blev de enda bussarna med påstigning i alla dörrar.
Dessutom finns de inritade på spårvagnskartan på alla hållplatser. Stombusslinjerna berör till stor del områden som ligger utanför spårvägsnätet, särskilt nära deras ändpunkter, men samtliga passerar centrum, vilket övriga busslinjer bara gör i liten utsträckning.
Stombussarna infördes i januari 2003. Avsikten var att uppmärksamma och höja statusen på de linjer som blev stombusslinjer med förhoppningen om att resandet därigenom skulle öka. Sträckan mellan Lindholmen och Göteborgs centrum på linje 16 har blivit mycket populär, eftersom många arbetar eller studerar där. Linje 16 kördes fram till december 2020 delvis med dubbelledbussar, alltså bussar som är extra långa (24 meter) och har två leder. I högtrafik finns extraturer mellan Lindholmen och centrum, som går tomma åt ena hållet utan stopp.

## Utveckling
Linje 16 infördes 2003 och ersatte tidigare linje 19 mellan Eketrägatan på Hisingen och Brunnsparken, men hade en ny sträckning mellan Brunnsparken och Högsbohöjd i sydväst. Linje 17 följer linje 34:s tidigare sträckning mellan Tuve, också på Hisingen, och Östra Sjukhuset, via Centralstationen, men har något färre hållplatser.
Linjerna 18 och 19 tillkom hösten 2007. Dessa går delvis samma väg, mellan Körkarlens Gata i Backa och Brunnsparken. I Backa fortsätter dock de flesta turer på linje 18 via Backatorp till Skälltorpsvägen. I södra delen av sträckan kör linjerna efter Brunnsparken olika vägar till Johanneberg. Mellan Brunnsbotorget och Hjalmar Brantingsplatsen trafikerar både linje 18 och 19 Lundbyleden, som är motorväg. Här var det dock ofta köer, vilket gör att linjerna ofta körde en omväg utanför motorvägen, men i september 2008 hade dock ytterligare ett körfält byggts på Lundbyleden vid Brunnsbo, vilket gjort det lättare för stombussarna att välja denna väg.
I december 2012 tillkom fyra nya stombusslinjer i form av linjerna 25, 50, 52 och 60. Före detta var linjerna 50 och 60 var vanliga busslinjer, dock på samma sträckor, medan linjerna 25 och 52 var komponerade av olika linjer. Det snabbaste sättet att resa från Mölndals och Kungsbacka kommuner till Sahlgrenska är i dagsläget via buss eller pendeltåg till Mölndal och byte till linje 25, som före 2012 bland andra hade GL-numret 751 på denna sträcka. Linje 50 har en sträcka på 7 km utan stopp mellan Beryllgatan och Järntorget. När Västlänken står klar tillkommer nya linjer som kommer göra att det går ännu snabbare att åka samma sträckor.
Linje 52 blev senare av med sin status som stombusslinje, medan linje 58 lades till.
I september 2022 slutade linje 60 att räknas som stombusslinje i samband med att påstigning fram återinfördes på linjen.
I juni 2023 blev linje 50 och 58 av med sin status som stombuss medan linje 21 lades till. Linje 18 tog över sträckan mellan Brunnsparken och Korsvägen via Heden tidigare trafikerad av linje 50, som drogs tillbaka och vänder vid Brunnsparken tillbaka mot Frölunda torg.

## Framtid
Västtrafik har tillsammans med Göteborgs stad har kommit fram med visioner för framtidens kollektivtrafik. Det nya konceptet Metrobuss är Göteborgs version av konceptet BRT (Bus Rapid Transit). Principen är att bussarna ska gå helt, eller större delar i egen bussfil. Detta för att korta restider och göra det smidigare att ta sig fram. Det som oftast förknippas med BRT är att bussarna är enkel- eller dubbelledade, men kan även bestå av dubbeldäckare. Biljetten löser man innan omordstigning på bussen, ungefär som i Stockholms tunnelbana. Påstigning sker genom alla dörrar, allt detta för att tiden vid på och avstigning ska gå snabbare, samtidigt som det går att få plats med fler personer i bussen på kortare tid.
De bussar som kommer att gå i metrobusslinje kommer att ha en egen design utöver den vanliga ljusblå.

## Linjesträckningar
| Linje | Sträckning |
| ----- | --- |
| 16    | Bockkranen - Eriksbergstorget - Lindholmen - Nordstan - Brunnsparken - Vasaplatsen - Sahlgrenska - Marklandsgatan - Fyrktorget |
| 17    | Hinnebäcksgatan - Grimbo - Hjalmar Brantingsplatsen - Centralstationen - Redbergsplatsen - Spåntorget - Östra Sjukhuset        |
| 18    | Bäckebol Norra - Körkarlens Gata - Brunnsbotorget - Hjalmar Brantingsplatsen - Brunnsparken - Korsvägen - Kallebäck            |
| 19    | Körkarlens Gata - Brunnsbotorget - Hjalmar Brantingsplatsen - Lindholmen - Marklandsgatan                                      |
| 21    | Bergsjön - Nymånegatan - Gamlestaden - Centralstationen - Lindholmen - Eketrägatan                                             |
| 25    | Peppareds torg - Mölndal Station - Sahlgrenska - Brunnsparken - Hjalmar Brantingsplatsen - Bjurslätt - Länsmansgården          |